# Ansonia guibei
Espèce
Statut de conservation UICN

 CR A2c : 
En danger critique
Ansonia guibei est une espèce d'amphibiens de la famille des Bufonidae.

## Répartition
Cette espèce est endémique du Sabah en Malaisie à Bornéo. Elle se rencontre entre 1 300 et 2 000 m d'altitude dans le parc national du Kinabalu et sur le Gunung Trusmadi.

## Étymologie
Cette espèce est nommée en l'honneur de Jean Marius René Guibé.

## Publication originale
- Inger, 1966 : The systematics and zoogeography of the amphibia of Borneo. Fieldiana, Zoology, vol. 52, p. 1–402 (texte intégral).